# Promare
Promare (プロメア?, Puromea) è un film d'animazione di produzione giapponese del 2019 diretto da Hiroyuki Imaishi e coprodotto da Trigger e XFLAG.
La pellicola è salita fin da subito agli onori della cronaca essendo la terza opera animata del team capitanato dal sodalizio artistico tra il regista Hiroyuki Imaishi e lo sceneggiatore Kazuki Nakashima, i quali avevano già lavorato insieme per le serie animate Sfondamento dei cieli Gurren Lagann e Kill la Kill.
Il film è stato distribuito nei cinema italiani come evento speciale nei giorni dal 3 al 5 febbraio 2020.

## Trama
Trent'anni prima della narrazione, alcuni individui hanno sviluppato improvvise e pericolosissime abilita pirocinetiche. Questi individui, successivamente denominati Burnish, hanno portato il mondo nel caos a causa della paura e delle ostilità nei loro confronti da parte degli umani normali: metà del pianeta è stata distrutta dalle fiamme. Nel presente, gran parte della popolazione umana vive nella città di Promepolis, creata da Kray Foresight con speciali materiali ignifughi e particolari congegni che sparano una formula congelante contro i Burnish e dove la squadra antincendio Burning Rescue si occupa di soccorrere gli umani in pericolo a causa dei Burnish. Durante una di queste operazioni di salvataggio, Galo Thymos, un nuovo membro della Burning Rescue, si troverà faccia a faccia con Lio Fotia, il leader dei Mad Burnish, un gruppo terroristico che ha causato diversi incendi di proporzioni enormi durante gli ultimi anni, di cui sono rimasti in libertà solo Lio e i suoi due luogotenenti. Dopo un lungo ed estenuante combattimento, durante il quale Lio danneggia gravemente l'esoscheletro di Galo, questi ha la meglio grazie all'intervento dei suoi amici della Burning Rescue, catturandolo. Poco dopo sopraggiunge la Freeze Force, una forza di polizia controllata dal governatore, capitanata dal sadico Vulcan Haestus, che li fa scortare presso una prigione per Burnish.
Galo viene premiato pubblicamente per il suo atto di coraggio da Kray Foresight, il quale ha un profondo legame con il ragazzo, avendolo salvato da bambino durante un incendio. Egli tuttavia comincia a nutrire dei dubbi quando un povero pizzaiolo viene brutalmente arrestato da Vulcan in quanto Burnish, pur non avendo mai fatto nulla di male. Nel mentre, Lio orchestra una fuga di massa mentre è detenuto e si ritira con i rifugiati in un lago ghiacciato, dove vengono scoperti casualmente da Galo (visto che è lo stesso luogo in cui lui si ritira a pensare). Dopo essere stato inabilitato da Lio, Galo vede un gruppo di Burnish malridotti e in condizioni critiche, oltre a Lio che tenta di rianimare una Burnish ferita a morte usando una tecnica di trasferimento della fiamma bocca a bocca, ma senza successo, così la Burnish muore e diventa cenere. Lio rivela a Galo che loro non sono mostri, come molti pensano, ma provano un impulso innaturale ad appiccare incendi impossibile da controllare, ma che cercano di non fare vittime  e che Kray sta catturando Burnish per usarli in esperimenti orribili. Galo si confronta con Kray, ma questi lo informa che la Terra sarà presto distrutta da un'ondata incontrollabile di magma proveniente dal suo nucleo e che le abilità dei Burnish possono essere utilizzate per creare un varco curvatura, tramite il quale fuggire dalla Terra con una porzione selezionata del genere umano. A capo del progetto c'è Heris, sorella maggiore di Aina, un membro dei Burning Rescue molto vicina sentimentalmente a Galo, tuttavia il motore concepito da Kray ha un terribile effetto collaterale: porta al consumo o alla morte del Burnish ad esso collegato. Questo fa infuriare Galo, che aggredisce Kray e viene perciò imprigionato.
Nel frattempo, la Freeze Force rintraccia e cattura tutti i Burnish rimanenti nel mondo e quelli evasi, tranne Lio, salvato in extremis dai suoi luogotenenti. Furioso, Lio ritorna a Promepolis dopo aver sbloccato il suo pieno potenziale per affrontare Kray, anche se Galo (evaso a seguito della devastazione causata dal Burnish e ricongiunto con i suoi amici) interviene e lo recupera, facendolo rinsavire dalla sua furia cieca. Aina però si stufa dei loro battibecchi e li fa precipitare nel lago ghiacciato. Le fiamme di Lio sciolgono il ghiaccio del lago e rivelano un laboratorio gestito da una proiezione olografica della coscienza di Deus Prometh, uno scienziato che si scopre essere il reale inventore dei brevetti di Kray, assassinato tempo prima proprio da quest'ultimo. Deus spiega che i Burnish sono in grado di comunicare con i Promare, una razza di esseri di fiamma interdimensionali che risiedono nel nucleo della Terra. Lo scienziato spiega che il fenomeno è stato reso possibile da campi magnetici che hanno fatto assumere una coscienza alle fiamme, tuttavia trent'anni fa lo spaziotempo dei due universi si fratturò, portando i Promare nel nostro universo e costringendoli a rifugiarsi nel nucleo terrestre; per manifestarsi, scelsero umani compatibili come conduttori, e questo spiega perché i Burnish provano impulsi piromani, ma i Promare a loro volta ricevono segnali e impulsi emotivi dagli umani: il magma in aumento è infatti un effetto collaterale del dolore provato dai Burnish e gli esperimenti di Kray sui di loro ne stanno accelerando la crescita; infine, Deus rivela che sarebbe stata la fine se Lio e Galo non avessero scoperto il suo laboratorio per puro caso. In un mecha creato da Deus, noto come Deus X Machina, Galo e Lio tornano a Promepolis per affrontare Kray. Nella battaglia, che avviene all'interno della nave spaziale fatta costruire da Kray per viaggiare fino ad un altro pianeta, il governatore usa un mecha contro il Deus X Machina potenziato dalle fiamme di Lio, con armi inizialmente concepite per la terraformazione del nuovo mondo, in un combattimento che distrugge entrambi i robot, mentre Heris sabota il motore e salva i Burnish collegati ad esso dopo aver scoperto la verità sulla morte di Deus. Kray, furioso, affronta Lio, rivelando di essere un Burnish, pur disprezzando la sua mutazione e considerandosi un mostro al pari degli altri, facendo capire che ha iniziato la guerra e le persecuzioni solo per nascondere il suo segreto e cerca di uccidere Galo (rivelando anche di essere l'indiretto responsabile dell'incendio da cui lo aveva salvato), ma Lio lo protegge con le sue fiamme. Allo stesso tempo Kray imprigiona quest'ultimo con lo scopo di utilizzarlo per alimentare l'unità di curvatura ed effettuare lo stesso il salto temporale. Galo, cui intanto si è trasferito il potere dei Burnish, riesce ad intervenire appena in tempo per salvare Lio (lo rianima usando la tecnica di trasferimento della fiamma bocca a bocca) e mettere fuori gioco Kray.
Lio che in quel mentre ha capito che i Promare possono essere fermati superando il loro limite.
Insieme, Galo e Lio combinano le loro forze e il loro mecha dando fuoco al pianeta, ma proteggendo al contempo la vita su di esso. Facendo così, il desiderio dei Promare di ardere viene soddisfatto e questi fanno ritorno al loro universo. I Burnish diventano normali umani e Galo e Lio decidono di ricostruire il mondo insieme.

## Produzione
Promare è stato annunciato all'Anime Expo il 2 luglio 2017 come un progetto originale coprodotto da Trigger e XFLAG. Dopo una produzione durata 4 anni è stato infine rivelato come opera cinematografica nell'ottobre 2018.
Kazuki Nakashima e studio Trigger sono accreditati come autori originali, Shigeto Koyama ha concepito il character design e il mecha design, l'animazione 3D è stata prodotta esternamente dallo studio d'animazione Sanzigen mentre il compositore Hiroyuki Sawano si è occupato della colonna sonora. Il logo del film è opera di Saishi Ichiko, mentre Tomotaka Kubo ha svolto il ruolo di direttore artistico.
L'artista Sushio, una delle principali menti dietro la serie animata Kill la Kill, è coinvolto come uno degli animatori del film.

## Colonna sonora
Le canzoni tematiche del film,"Kakusei" (覚醒, lett. "Risveglio") e  "Koori ni Tojikomete" (氷に閉じこめて, lett. "Imprigionato nel ghiaccio"), sono eseguite dai Superfly. La colonna sonora è composta da Hiroyuki Sawano, successivamente raccolta in un album pubblicato da Aniplex uscito il 24 maggio 2019, comprendente 21 tracce.
Promare Original Soundtrack
1. Inferno – 3:54
2. PRO//MARE – 3:47
3. GAL-OTHY-MOS – 5:09
4. ΛsHEs – 2:21
5. WORLDBIGFLAMEUP – 4:27
6. PROMARETHEME – 3:18
7. BangBangBUR!...n? – 5:56
8. NEXUS – 3:49
9. BAR2tsuSH – 5:27
10. DeusPRO召す – 5:17
11. fanFAREpiZZA – 3:36
12. ΛsHEs ～RETURNS～ – 2:24
13. 燃焼ING-RES9 – 2:09
14. BAR2NG4女14yoN – 3:11
15. 904SITE – 2:34
16. REG-GIRT – 2:27
17. RE:0 – 2:38
18. PIROMARE – 2:20
19. Gallant Ones – 2:54
20. stRE:0ings – 2:27
21. 火-YO!人 – 5:21

Durata totale: 75:26

## Promozione
Il primo trailer di presentazione è stato distribuito per canali ufficiali il 12 ottobre 2018, un secondo il 22 gennaio 2019 mentre il trailer finale il 17 maggio dello stesso anno, una settimana prima dell'uscita della pellicola nelle sale nipponiche.
Per promuovere l'uscita del film sul territorio europeo Trigger ha organizzato un partnership con Good Smile Racing e il Black Falcom Team per far partecipare una Mercedes-Benz AMG GT brandizzata Promare all'edizione 2019 della 24 Ore di Spa. La macchina si è qualificata in terza posizione.

## Distribuzione
Il film ha debuttato il 24 maggio 2019 in Giappone distribuito dalla Toho.
Il 13 giugno 2019 la GKIDS ha acquistato i diritti e distribuito la pellicola in Nord America il 17 ed il 19 settembre 2019.
In Australia ed in Nuova Zelanda,  i diritti sono stati acquisiti da Madman Entertainment che ha presentato l'opera al Madman Anime Festival tenutosi a Melbourne il 14 settembre 2019. Nel Regno Unito ed in Irlanda, Anime Limited ha distribuito il film al Scotland Loves Animation di Glasgow il 13 ottobre 2019 mentre ad Edimburgo il 19 dello stesso mese.
In Italia i diritti sono stati acquistati da Dynit che ha annunciato la riuscita dell'acquisizione durante la loro conferenza al Lucca Comics & Games 2019. Successivamente lo stesso editore bolognese ha confermato l'uscita della pellicola nelle sale italiane i giorni dal 3 al 5 febbraio 2020 come primo appuntamento della nona stagione cinematografica Nexo Anime di Nexo Digital. Il 14 dicembre 2019 è stati pubblicati i primi trailer doppiati in italiano.

## Accoglienza

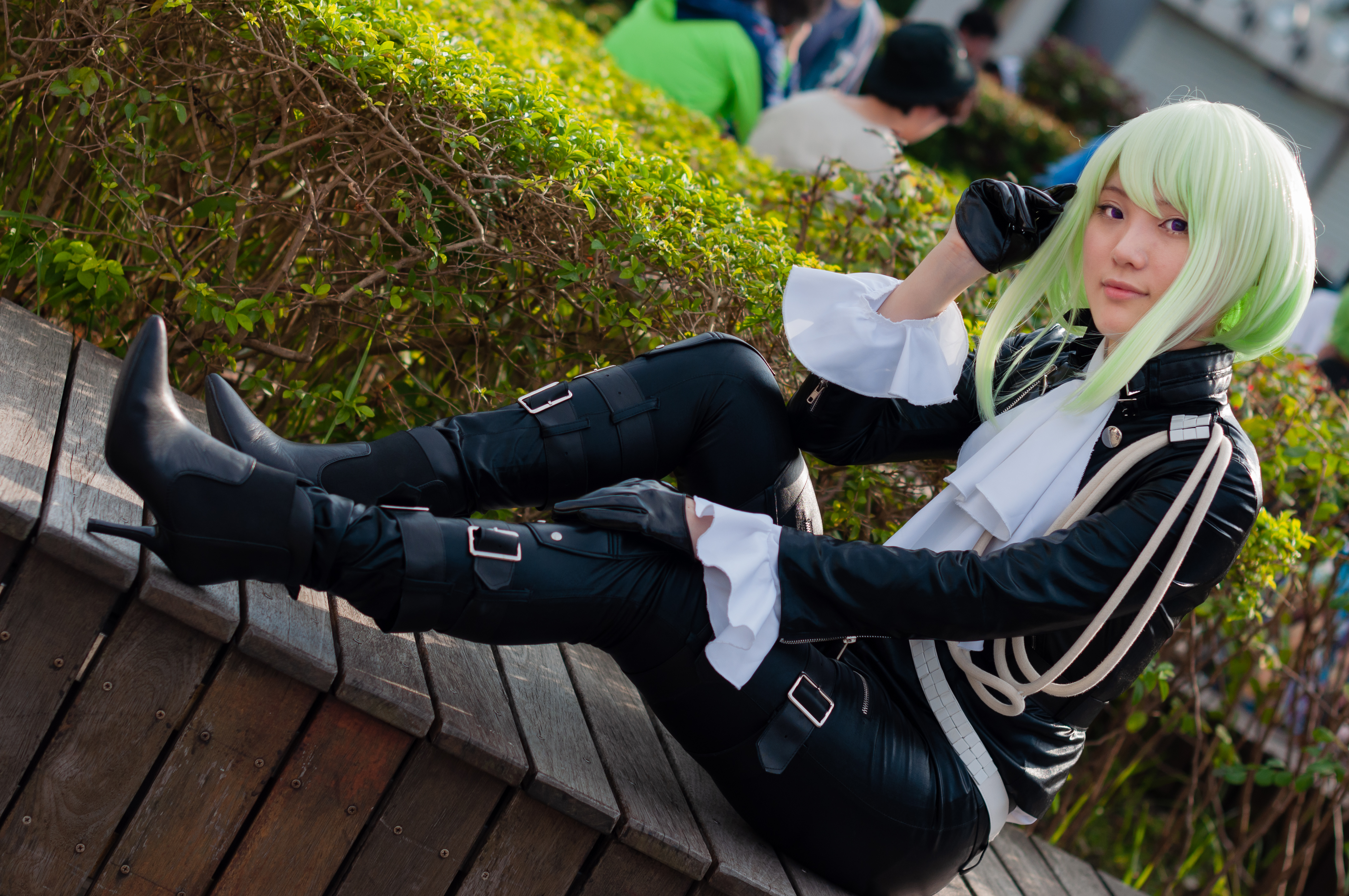
Cosplayer di Lio Fotia

La pellicola ha riscontrato un ottimo successo di critica sia in patria che all'estero. Su Rotten Tomatoes segna un indice di gradimento del 97%.
Matt Schley di The Japan Times ha assegnato 4 stelle su 5, lodando la narrazione ma criticando alcune transizioni tra animazione 2D e 3D.
Kim Morrissy di Anime News Network assegna il voto massimo "A" lodando le animazioni, l'art design e la colonna sonora.